# Охотник бескрылый
Охотник бескрылый (лат. Himacerus apterus) — вид клопов семейства клопов-охотников.

## Описание
Клопы длиной от 8 до 11,5 мм. Брюшко самок сильно расширено в средней части и они несколько крупнее самцов. Окраска тела грязно-жёлтая или тёмно-бурая. Переднеспинка и полунадкрылья обычно охристо-жёлтые. Щиток чёрный, иногда с желтоватыми полосками по бокам. По длине надкрылий различают две морфологические формы: короткокрылую и полнокрылую. Полнокрылые особи в Европе встречаются в несколько раз реже короткокрылых и являются преимущественно самками. В Канаде (Новой Шотландии) соотношение двух форм примерно равное.

## Биология
Встречается лесах, парках, пойменных древесно-кустарниковых зарослях. Личинки первых двух возрастов живут в траве, а взрослые личинки и имаго (3-4 возраста) перемещаются на кустарники и деревья. Зимуют на стадии яйца. Выход личинок из яиц происходит в мае или июне. В условиях лаборатории при контролируемой температуре 21-22°С личинки развивались 21 сутки. В природе взрослые клопы появляются в начале июля. В конце вегетационного сезона встречаются преимущественно самки, которые обладают устойчивостью к пониженной температуре. Они откладывают яйца в стебли трав. Пищей для этого вида служат клещи, тли, гусеницы, клопы-слепняки и другие мелкие насекомые.

## Кариотип
Для вида характерен полиморфизм числа хромосом. В Европейской части ареала характерно большее число хромосом (34–40), чем в дальневосточной (18 хромосом).

## Распространение
Вид имеет разорванный ареал на пять частей. Крупными частями ареала являются 1) Европа и 2) юг Дальнего Востока, Корея, северо-восток Китая и Япония. Более мелкими изолированными участками являются 3) юго-запад Крымского полуострова, 3) Кавказ и Закавказье и 5) юг Восточной Сибири. Обнаружен также в Северной Америке (восток Канады). Вероятно вид был случайно завезен в Америку на стадии яйца вместе в посадочным материалом.